# 기쁘고 명랑하게
〈기쁘고 명랑하게〉(Lasst uns froh und munter sein)는 독일의 전통 크리스마스 캐럴이다.
한국어권에서는 강소천이 작사한 〈겨울밤〉이 있다. 그리고 가락이 비슷한 〈동대문을 열어라〉도 있다.